# 제프 린
제프 린(영어: Jeff Lynne, OBE, 1947년 12월 30일 ~ )은 영국의 싱어송라이터, 편곡자, 멀티플레이어이자 음악 프로듀서다. 그는 잉글랜드 버밍엄에서 태어났다. 그는 1970년대에 일렉트릭 라이트 오케스트라(ELO)의 리드 싱어이자 원년 멤버로서의 활동으로 가장 널리 알려져 있다. 1988년에는 오티스 윌버리(Otis Wilbury)와 클레이턴 윌버리(Clayton Wilbury)라는 가명으로 밥 딜런, 조지 해리슨, 로이 오비슨, 그리고 톰 페티와 함께 슈퍼그룹 트래블링 윌버리스를 공동 창립했다.
1986년 일렉트릭 라이트 오케스트라의 해체 직후 린은 《Armchair Theatre》(1990)와 《Long Wave》(2012)라는 두 개의 솔로 음반을 발표했고, 그는 비틀즈와의 작곡 및 제작 작업을 통해 다양한 예술가들과 공동 제작을 시작했다. 1990년대 중반에는 《비틀즈 앤솔로지》 프로젝트에 참여하여 〈Free as a Bird〉(1995년)과 〈Real Love〉(1996년)을 공동 제작했다. 린은 일렉트릭 라이트 오케스트라의 멤버로서 2017년 로큰롤 명예의 전당에 입성했다.

## 서훈
- 2020년 대영 제국 훈장 4등급(OBE)[2]